# Bowling (Malcolm mittendrin)
Bowling ist die 20. Episode der zweiten Staffel der US-amerikanischen Comedyserie Malcolm mittendrin. Ihre Erstausstrahlung erfolgte am 1. April 2001 auf dem US-Sender Fox. Am 8. Juni 2002 folgte die deutschsprachige Erstausstrahlung auf dem Sender ProSieben.

## Handlung
Reese und Malcolm wollen sich mit Freunden im Bowling-Center treffen, doch Dewey darf nicht mit, da er etwas Schlimmes angestellt hat, und muss somit zu Hause bleiben. Reese und Malcolm fragen ihre Eltern, wer von den beiden sie ins Bowling-Center fährt.
Daraufhin beginnen zwei parallele Geschichten, in denen die Jungs jeweils von ihrem Vater oder ihrer Mutter gefahren werden.
Lois fährt mit den Jungs auf die Bowlingbahn
Als Lois und die Jungs im Bowling-Center ankommen, leiht sie ihnen statt zwei Paaren Bowlingschuhe lediglich eines aus, welches sich die beiden teilen sollen. Als sie aber sieht, dass die Kinder dort ohne elterliche Aufsicht sind, erklärt sie sich freiwillig und passt nun auf sie auf. Während Malcolm unter seiner Mutter leidet, die ihn vor all seinen Freunden blamiert, flirtet Reese mit Beth, seinem und Malcolms Schwarm. Unterdessen trifft Malcolm keinen Pin auf der Bowlingbahn. Alle Versuche seiner Mutter, es ihm beizubringen, misslingen kläglich. Als es Malcolm mit seiner Mutter zu peinlich wird, läuft er auf der Bowlingbahn bis zu den Pins, während er seine Mutter beschimpft, und zieht die Aufmerksamkeit des kompletten Centers auf sich. Er wirft seine Kugel daraufhin auf die Pins, trifft diese aus ein paar Metern aber nicht und wird ausgelacht. Da auch Reese mitlacht, findet Beth ihn gewissenlos und will fortan nichts mit ihm zu tun haben. Kurz bevor Reese und Malcolm fahren, spricht Beth mit dem niedergeschlagenen Malcolm und meint, sie habe es mutig gefunden, wie er sich seiner Mutter widersetzt hat. Sie bietet ihm an, sich mit ihm zu küssen, was sie auch tun, bis sie einige Sekunden später von Malcolms Mutter erwischt werden.
Zur gleichen Zeit legt Hal Dewey liebevoll ins Bett. Dieser aber will sich damit nicht abfinden und länger aufbleiben, weshalb er seinem Vater Schlaftabletten verabreicht. Dadurch kann Dewey von nun an machen, was er will.
Hal fährt mit den Jungs auf die Bowlingbahn
Nachdem sich Hal kurz verfahren hat, erreichen er und die Jungs doch noch das Bowling-Center, in dem er ihnen zu Beginn jeweils ein Paar Bowlingschuhe ausleiht. Er lädt die Jungs auf ihrer Bowlingbahn bei ihren Freunden ab und mietet sich auch eine Bahn, aber, um seine Kinder nicht zu stören, am Ende des Centers. Gleich zu Beginn wollen diese nämlich mit Beth, ihrem Schwarm, flirten, wobei Reese Malcolm zuvorkommt. Dieser jedoch vergeigt es und bespritzt sie bei einem dummen Streich mit Wasser, weshalb sie nicht mehr mit ihm reden will. Daraufhin fängt Malcolm an, mit ihr zu flirten und stellt sich dabei besser an als sein Bruder. Um dies aber zu verhindern, lässt Reese eine Bowlingkugel in Malcolms Richtung rollen, die jedoch nicht bei ihm, sondern einem anderen Besucher des Centers ankommt, der anfängt, Reese zu verfolgen.
Unterdessen hat Hal eine Glückssträhne auf seiner Bahn im Bowling-Center und erzielt einen Strike nach dem anderen, indem er einige Rituale vor jedem Wurf wiederholt.
Malcolm und Beth lernen sich in der Zwischenzeit kennen und wollen schließlich alleine sein. Deshalb gehen sie in einen Technikraum hinter den Bowlingbahnen. Als Hal gerade seine letzte Kugel wirft, um ein perfektes Spiel (Höchstzahl von 300 Punkten) abzuliefern, verfängt sich Malcolm im Antriebsriemen der Pinsetter-Maschine und knallt auf die Pins von Hals Bahn. Seine Zuschauer sind verärgert und kehren ihm den Rücken.
Zuletzt wird Reese noch von dem Mann verprügelt, den er mit der Bowlingkugel Stunden zuvor getroffen hat.
Währenddessen bringt Lois Dewey ins Bett. Jegliche Versuche von Dewey, sie zu täuschen, um doch noch aufbleiben zu können, misslingen. Schließlich aber gibt Lois nach und lässt Dewey doch noch fernsehen.
Wieder zu Hause
Folgende Szene wird zum Ende der Folge per Split Screen gezeigt:
Als beide Elternteile jeweils wieder zu Hause ankommen und von ihren Partnern gefragt werden, wie der Tag gewesen sei, antworten sie: „Das nächste Mal wirst du sie dahin fahren.“

## Besetzung und Synchronisation
| Figur   | Darsteller                    | Deutscher Sprecher   | Beschreibung                                      |
| ------- | ----------------------------- | -------------------- | ------------------------------------------------- |
| Malcolm | Frankie Muniz                 | Wilhelm-Rafael Garth | Protagonist                                       |
| Lois    | Jane Kaczmarek                | Martina Treger       | Malcolms Mutter                                   |
| Hal     | Bryan Cranston                | Bodo Wolf            | Malcolms Vater                                    |
| Reese   | Justin Berfield               | Nick Forsberg        | Malcolms älterer Bruder                           |
| Dewey   | Erik Per Sullivan             | Kevin Winkel         | Malcolms jüngerer Bruder                          |
| Francis | Christopher Kennedy Masterson | Sebastian Schulz     | Malcolms ältester Bruder                          |
| Beth    | Alex McKenna                  | Sonja Spuhl          | Schwarm von Malcolm und Reese auf der Bowlingbahn |

## Rezeption
Diese Folge kam bei den Zuschauern hauptsächlich positiv an. Einige Tage nach der Erstausstrahlung bewertete Robert Bianco, Kritiker der Tageszeitung USA Today, sie als „sehr stark und sehr clever“. So gilt sie bis heute bei vielen Fans und Kritikern als eine oder die beste Folge von Malcolm mittendrin. Sie wurde 2001 in der Titelgeschichte einer Ausgabe der New York Times mit dem Beispiel erwähnt, wie sich Familienvater Hal in das Bowlingspielen so hineinversetzt, dass er nicht mitbekommt, welche Probleme seine Kinder haben. Schließlich gewann die Folge im Jahre 2001 einen Emmy Award in der Kategorie Outstanding Directing for a Comedy Series für die Regie von Todd Holland und einen in der Kategorie Outstanding Writing for a Comedy Series für das Drehbuch von Alex Reid. Zusätzlich wurde sie im selben Jahr für einen Writers Guild of America Award in der Kategorie Best Episodic Comedy nominiert. 2002 folgte für Regisseur Holland ein Directors Guild of America Award in der Kategorie Outstanding Directorial Achievement in Comedy Series.